# Conclave de 1721
Le conclave papal de 1721 fut convoqué à la mort du pape Clément XI afin d'élire son successeur. Il eut lieu du 31 mars au 8 mai 1721 et s'acheva par l'élection du cardinal Michelangelo de Conti, qui prit le nom de règne pontifical d'Innocent XIII. 
Trois futurs papes participèrent à ce conclave : Innocent XIII, Benoît XIII et Clément XII. Il faudra attendre le conclave d'août 1978 pour qu'une telle situation se reproduise.

## Divisions au sein du Sacré-Collège
À l'ouverture du conclave, le Collège des cardinaux se trouvait divisé en quatre camps, deux camps politiques et deux camps au sein de la Curie. La faction impériale, la mieux représentée au sein du Collège, était menée par le ministre impérial Althan ; son influence était estimée à vingt ou vingt-cinq voix. Elle représentait les intérêts de Charles VI du Saint-Empire.
Le camp des Bourbon était composé d'un groupe de cardinaux qui défendaient les intérêts des deux puissances catholiques dirigées par la maison de Bourbon — à savoir la France et l'Espagne — il était fort des voix de onze à douze cardinaux. Il représentaient les intérêts de Louis XV de France et de Philippe V d'Espagne.
Le parti clémentin constituait la troisième faction ; elle était menée par Annibale Albani, cardinal-neveu de Clément XI. Le nombre de ses partisans était estimé entre huit et quinze. Enfin, les zelanti constituaient le dernier camp. Il était composé de cardinaux opposés à l'influence des monarques séculiers sur le gouvernement de l’Église. Leur chef était le cardinal Fabroni. Le nombre de ses partisans était estimé entre six et douze.
Les observateurs de l'époque s'attendaient à ce que les clémentins et les zelanti unissent leurs forces pendant le conclave.

## Papabili
Pas moins de trente cardinaux pouvaient être considérés comme papabili, mais parmi eux, Francesco Pignatelli faisait figure de favori. Il avait le soutien de l'Autriche et d'un grand nombre de cardinaux du parti des zelanti. Annibale Albani soutenait officiellement le candidat de l'Autriche, mais désirait au fond de lui l'élection de Fabrizio Paolucci, secrétaire d’État de son oncle défunt. Les autres candidats disposant d'une chance d'être élus étaient Corsini, Tanara, Conti, Pamphili, Barbarigo et Gozzadini.

## Cardinaux excommuniés
Au moment de la mort du pape Clément XI, deux cardinaux avaient été excommuniés, Giulio Alberoni et de Noailles. Il fut cependant décidé qu'ils devaient être invités au conclave. Le cardinal de Noailles s'excusa en raison de son âge avancé et de sa santé déclinante,.
Un autre problème concernait le cardinal vice-chancelier Ottoboni : il n'avait pas encore été ordonné. Mais il fut néanmoins admis à participer au conclave.

## Déroulement du conclave
Le 31 mars, seuls vingt-sept cardinaux avaient réussi à rejoindre Rome pour le début du conclave. Le 9 avril, ils étaient quarante,. Enfin, deux derniers cardinaux Thomas-Philippe d’Hénin-Létard d’Alsace-Boussut de Chimay et Damian Hugo Philipp von Schönborn arrivèrent le 7 mai, la veille de sa clôture.
Le cardinal Annibale Albani essaya de profiter du faible nombre de cardinaux présents (la plupart étant des cardinaux issus de la Curie et élevés par son oncle) pour parvenir à une élection rapide de son candidat, le cardinal Fabrizio Paolucci. Lors du premier tour de scrutin, au matin du 1er avril, Paolucci reçut huit votes, plus deux votes supplémentaires lors d'accessi. Lors du deuxième tour, dans l'après-midi du jour même, il ne manquait plus à Paolucci que trois votes afin d'atteindre la majorité requise des deux-tiers des voix. Mais ce fut le moment où le cardinal von Althan (le seul cardinal-prince présent lors des premiers tours) prononça au nom de l'empereur Charles VI du Saint-Empire la jus exclusivae (exclusive) à l'encontre de Paolucci.
Le veto impérial fut accepté et au matin du 2 avril, le cardinal secrétaire d'État Paolucci ne reçut aucune voix. Le jour même, le cardinal français de Rohan arriva finalement au conclave. Il remercia von Althann pour son action contre Paolucci.
Pendant le mois d'avril, plusieurs candidats furent proposés — Spada, Gozzadini, Cornaro, Caracciolo — mais aucun ne parvint à rassembler suffisamment de votes. Le 20 avril, le cardinal Cienfuegos parvint en retard au conclave, mais avec des instructions récentes de la Cour impériale. À la fin du mois d'avril, il était désormais évident que celui qui disposait des meilleures chances d'être élu était le cardinal Conti, proposé par le camp français (Bourbon). Le 25 avril, il obtint sept votes. Cependant, la faction impériale attendait toujours l'arrivée de son candidat favori Pignatelli, et avait pour consigne de ne voter pour Conti que si l'élection était déjà jouée. Mais, lorsque Pignatelli finit par arriver au conclave le 1er mai, ce fut au tour de l'Espagne de prononcer l'exclusive à son encontre. L'échec fait à la candidature de Pignatelli fut décisif : la faction impériale, admettant l'impossibilité de voir son candidat élu, accepta de voter pour Conti. Dans les jours qui suivirent, les deux factions issues de la Curie se rallièrent à leur tour à Conti.

## Élection du pape Innocent XIII
Le 8 mai au matin, lors du soixante-quinzième tour de scrutin, le cardinal Michelangelo de Conti fut élu pape avec cinquante-quatre voix sur cinquante-cinq. Le seul vote en sa défaveur était le sien, qu'il avait donné à Sebastiano Antonio Tanara, le doyen du Collège des cardinaux,. Il accepta son élection et prit le nom de règne pontifical de Innocent XIII, en l'honneur du pape Innocent III, également membre de la famille de Conti. Quelques instants plus tard, le protodiacre Benedetto Pamphilj annonçait son élection au peuple de Rome selon la formule latine consacrée Habemus Papam, et le 18 mai, il fut couronné officiellement de la tiare papale sur les marches de la basilique Saint-Pierre.

## Liste des participants au conclave
Le pape Clément XI mourut le 19 mars 1721, à l'âge de 71 ans, dans la vingt-et-unième année de son pontificat. Au moment de sa mort, le Sacré-Collège était composé de soixante-huit cardinaux. Parmi eux, cinquante-six prirent part au conclave, mais Giovanni Battista Salerni dut quitter le conclave pour raison de maladie[réf. nécessaire], les derniers tours de scrutin eurent donc lieu en présence de cinquante-cinq cardinaux-électeurs (classés dans l'ordre chronologique de leur élévation au rang de cardinal) :
| Nom                                                       | Date d'élévation au cardinalat | Fonction |
| --------------------------------------------------------- | ------------------------------ | --- |
| Sebastiano Antonio Tanara                                 | 12 décembre 1695               | Cardinal-évêque de Ostia e Velletri ; doyen du Collège des cardinaux ; préfet de la Congrégation du cérémonial ; préfet de la Congrégation de l'immunité ecclésiastique                                                                                                |
| Vincenzo Maria Orsini, O.P.                               | 22 février 1672                | Cardinal-évêque de Porto e Santa Rufina ; vice-doyen du Sacré Collège des cardinaux ; administrateur du Bénévent |
| Francesco del Giudice                                     | 13 février 1690                | Cardinal-évêque de Frascati ; administrateur de Monreale ; secrétaire de la Sacrée congrégation de l'inquisition romaine et universelle ; cardinal-protecteur du royaume de Sicile                                                                                     |
| Fabrizio Paolucci                                         | 22 juillet 1697                | Cardinal-évêque d'Albano ; cardinal secrétaire d'État ; grand pénitent ; préfet de la Congrégation des Rites |
| Francesco Pignatelli, Theat.                              | 17 décembre 1703               | Cardinal-évêque de Sabina ; archevêque de Naples |
| Francesco Barberini                                       | 13 novembre 1690               | Cardinal-évêque de Palestrina |
| Giacomo Boncompagni                                       | 12 décembre 1695               | Cardinal-prêtre de S. Maria in Via ; archevêque de Bologne |
| Giuseppe Sacripante                                       | 12 décembre 1695               | Cardinal-prêtre de S. Prassede ; préfet de la Sacrée congrégation pour la propagation de la foi ; proto-dataire de Sa Sainteté le pape |
| Giorgio Cornaro                                           | 22 juillet 1697                | Cardinal-prêtre de SS. XII Apostoli ; archevêque de Padoue |
| Lorenzo Corsini                                           | 17 mai 1706                    | Cardinal-prêtre de S. Pietro in Vincoli ; préfet du Tribunal suprême de la Signature apostolique; cardinal-protecteur des ordres des Franciscains et des Servites |
| Francesco Acquaviva d'Aragona                             | 17 mai 1706                    | Cardinal-prêtre de S. Cecilia ; cardinal-protecteur du royaume d'Espagne |
| Tommaso Ruffo                                             | 17 mai 1706                    | Cardinal-prêtre de S. Maria in Trastevere ; archevêque de Ferrare |
| Orazio Filippo Spada                                      | 17 mai 1706                    | Cardinal-prêtre de S. Onofrio ; archevêque d'Osimo |
| Filippo Antonio Gualterio                                 | 17 mai 1706                    | Cardinal-prêtre de S. Crisogono ; cardinal-protecteur de l'Angleterre et de l'Écosse |
| Giuseppe Vallemani                                        | 17 mai 1706                    | Cardinal-prêtre de S. Maria degli Angelli alla Terme |
| Giandomenico Paracciani                                   | 17 mai 1706                    | Cardinal-prêtre de S. Anastasia ; vicaire général de Rome |
| Carlo Agostino Fabroni                                    | 17 mai 1706                    | Cardinal-prêtre de S. Agostino ; préfet de la Congrégation de l'Index |
| Pietro Priuli                                             | 17 mai 1706                    | Cardinal-prêtre de S. Marco ; évêque de Bergame |
| Michelangelo de' Conti                                    | 7 juin 1706                    | Cardinal-prêtre de SS. Quirico e Giulitta ; cardinal-protecteur du royaume du Portugal |
| Ulisse Giuseppe Gozzadini                                 | 15 avril 1709                  | Cardinal-prêtre de S. Croce in Gerusalemme ; archevêque d'Imola |
| Lodovico Pico della Mirandola                             | 18 mai 1712                    | Cardinal-prêtre de S. Silvestro in Capite ; archevêque de Senigallia |
| Gianantonio Davia                                         | 18 mai 1712                    | Cardinal-prêtre de S. Callisto ; archevêque de Rimini |
| Agostino Cusani                                           | 18 mai 1712                    | Cardinal-prêtre de S. Maria del Popolo ; archevêque de Pavie |
| Giulio Piazza                                             | 18 mai 1712                    | Cardinal-prêtre de S. Lorenzo in Panisperna ; archevêque de Faenza |
| Antonfelice Zondadari                                     | 18 mai 1712                    | Cardinal-prêtre de S. Balbina |
| Giovanni Battista Bussi                                   | 18 mai 1712                    | Cardinal-prêtre de S. Maria in Aracoeli ; archevêque d'Ancône |
| Pier Marcellino Corradini                                 | 18 mai 1712                    | Cardinal-prêtre de S. Giovanni a Porta Latina ; préfet de la Congrégation pour le Concile |
| Armand Gaston Maximilien de Rohan                         | 18 mai 1712                    | Cardinal-prêtre [sans titre cardinalice] ; évêque de Strasbourg |
| Wolfgang Hannibal von Schrattenbach                       | 18 mai 1712                    | Cardinal-prêtre de S. Marcello ; évêque d'Olomouc ; protecteur d'Allemagne |
| Giovanni Battista Tolomei, S.J.                           | 18 mai 1712                    | Cardinal-prêtre de S. Stefano al Monte Celio ; camerlingue du Sacré Collège |
| Benedetto Odescalchi-Erba                                 | 30 janvier 1713                | Cardinal-prêtre de SS. Nereo ed Achilleo ; archevêque de Milan |
| Henri-Pons de Thiard de Bissy                             | 29 mai 1715                    | Cardinal-prêtre [sans titre cardinalice] ; Évêque de Meaux |
| Innico Caracciolo                                         | 29 mai 1715                    | Cardinal-prêtre de S. Tommaso in Parione ; évêque d'Aversa |
| Bernardino Scotti                                         | 29 mai 1715                    | Cardinal-prêtre de S. Pietro in Montorio |
| Niccolò Caracciolo                                        | 16 décembre 1715               | Cardinal-prêtre de S. Martino ai Monti ; archevêque de Capoue |
| Giovanni Battista Patrizi                                 | 16 décembre 1715               | Cardinal-prêtre de SS. IV Coronati ; légat du pape à Ferrare |
| Nicolò Gaetano Spinola                                    | 16 décembre 1715               | Cardinal-prêtre de S. Sisto |
| Giberto Bartolomeo Borromeo                               | 15 mars 1717                   | Cardinal-prêtre de S. Alessio ; évêque de Novare ; patriarche latin d'Antioche |
| Imre Csáky                                                | 12 juillet 1717                | Cardinal-prêtre [sans titre cardinalice] ; archevêque de Kalocsa-Bács |
| Giorgio Spinola                                           | 29 novembre 1719               | Cardinal-prêtre de S. Agnese fuori le mura |
| Cornelio Bentivoglio                                      | 29 novembre 1719               | Cardinal-prêtre de S. Girolamo degli Schiavoni ; légat du pape en Émilie-Romagne |
| Thomas-Philippe d’Hénin-Létard d’Alsace-Boussut de Chimay | 29 novembre 1719               | Cardinal-prêtre [sans titre cardinalice] ; archevêque de Malines |
| Gianfrancesco Barbarigo                                   | 29 novembre 1719               | Cardinal-prêtre [sans titre cardinalice] ; évêque de Brescia |
| Michael Friedrich von Althann                             | 29 novembre 1719               | Cardinal-prêtre de S. Sabina ; évêque de Vác |
| Giovanni Battista Salerni, S.J.                           | 29 novembre 1719               | Cardinal-prêtre de S. Prisca |
| Álvaro Cienfuegos Villazón, S.J.                          | 30 septembre 1720              | Cardinal-prêtre de S. Bartolomeo all’Isola ; évêque de Catane |
| Benedetto Pamphilj, O.S.Io.Hieros.                        | 1er septembre 1681             | Cardinal-diacre de S. Maria in Via Lata ; protodiacre du Sacré Collège des cardinaux ; libraire de la Sainte Église catholique ; archiprêtre du patriarcat de la basilique Saint-Jean-de-Latran ; préfet du Tribunal suprême de la Signature apostolique               |
| Pietro Ottoboni                                           | 7 novembre 1689                | Cardinal-diacre de S. Lorenzo in Damaso ; vice-chancelier de la Sainte Église catholique romaine ; archiprêtre du patriarcat de la Basilique libérienne ; cardinal-protecteur du royaume de France                                                                     |
| Giuseppe Renato Imperiali                                 | 13 février 1690                | Cardinal-diacre de S. Giorgio in Velabro ; préfet de Congrégation de la discipline régulière ; préfet de la Congrégation pour la discipline religieuse |
| Lorenzo Altieri                                           | 13 février 1690                | Cardinal-diacre de S. Agata in Suburra |
| Carlo Colonna                                             | 17 mai 1706                    | Cardinal-diacre de S. Angelo in Pescheria |
| Annibale Albani                                           | 23 décembre 1711               | Cardinal-Diacre de S. Maria in Cosmedin ; camerlingue de la Sainte Église catholique ; archiprêtre de la basilique du Vatican ; gouverneur de Frascati et de Castelgandolfo ; cardinal-protecteur du royaume de Pologne ; ambassadeur d'Autriche auprès du Saint-Siège |
| Curzio Origo                                              | 18 mai 1712                    | Cardinal-diacre de S. Eustachio |
| Damian Hugo Philipp von Schönborn                         | 30 janvier 1713                | Cardinal-diacre de S. Nicola in Carcere Tulliano ; évêque de Spire |
| Fabio Olivieri                                            | 6 mai 1715                     | Cardinal-diacre de SS. Vito e Modesto ; secrétaire des brefs apostoliques |
| Giulio Alberoni                                           | 12 juillet 1717                | Cardinal-diacre de S. Adriano ; évêque de Malaga |

Quarante-quatre cardinaux-électeurs furent créés par Clément XI, cinq par Innocent XII, cinq par Alexandre VIII, un par Innocent XI (Pamphili) et un par Clément X (Orsini).

## Cardinaux absents
Douze cardinaux ne purent prendre part à l'élection, du fait de leur absence
| Nom                                | Date d'élévation au cardinalat | Fonction |
| ---------------------------------- | ------------------------------ | --- |
| Galeazzo Marescotti                | 27 mai 1675                    | Cardinal-prêtre de S. Lorenzo in Lucina ; proto-prêtre du Sacré Collège des cardinaux                                                                                   |
| Louis-Antoine de Noailles          | 21 juin 1700                   | Cardinal-prêtre de S. Maria sopra Minerva ; archevêque de Paris |
| Lorenzo Fieschi                    | 17 mai 1706                    | Cardinal-prêtre de S. Maria della Pace ; archevêque de Gênes |
| Christian August von Sachsen-Zeitz | 17 mai 1706                    | Cardinal-prêtre [sans titre cardinalice] ; archevêque d'Esztergom ; administrateur de Györ ; cardinal-protecteur d'Allemagne ; chancelier suprême du royaume de Hongrie |
| Nuno da Cunha e Ataíde             | 18 mai 1712                    | Cardinal-prêtre [sans titre cardinalice] ; inquisiteur général de l'Inquisition portugaise ; évêque titulaire de Targa (de)                                             |
| Léon Potier de Gesvres             | 29 novembre 1719               | Cardinal-prêtre [sans titre cardinalice] ; archevêque de Bourges |
| François de Mailly                 | 29 novembre 1719               | Cardinal-prêtre [sans titre cardinalice] ;archevêque de Reims |
| Luis Antonio Belluga y Moncada     | 29 novembre 1719               | Cardinal-prêtre [sans titre cardinalice] ; évêque de Cartagène |
| José Pereira de Lacerda            | 29 novembre 1719               | Cardinal-prêtre [sans titre cardinalice] ; évêque de Faro |
| Carlos de Borja y Centellas        | 30 septembre 1720              | Cardinal-prêtre [sans titre cardinalice] ; patriarche des Indes occidentales ; archevêque titulaire de Trébizonde (de)                                                  |
| Melchior de Polignac               | 18 mai 1712                    | Cardinal-diacre [sans titre associé] |
| Carlo Maria Marini                 | 29 mai 1715)                   | Cardinal-diacre of S. Maria in Aquiro |

Tous les absents avaient été ordonnés par le pape Clément XI, à l'exception de Marescotti, qui avait été nommé cardinal par Clément X, et de Noailles, par Innocent XII.